# پکا هارتوال
پکا هارتوال (انگلیسی: Pekka Hartvall; ۱۸ فوریهٔ ۱۸۷۵ – ۱۸ فوریهٔ ۱۹۳۹) قایقران قایق بادبانی اهل فنلاند بود.